# Římskokatolická farnost Dubí u Teplic
Římskokatolická farnost Dubí u Teplic je církevní správní jednotka sdružující římské katolíky na území města Dubí a v jeho okolí. Organizačně spadá do teplického vikariátu, který je jedním z 10 vikariátů litoměřické diecéze.

## Historie farnosti
Farnost byla od roku 1940 do 1. 1. 1943 expoziturou k farnosti Novosedlice.

### Duchovní správcové vedoucí farnost
Území farnosti bylo od svého počátku duchovně spravováno cisterciáckými řeholníky z oseckého kláštera.
- - kolem roku 1852 Josef Blumentritt, katecheta[2]
- 1. 1. 1943 Joann. Kandlbinder, n. 30. 10. 1902 Regensburg, o. 26. 7. 1929, exil 17. 12. 1945 Vindobonam
- 1. 1.1947 Jiří Brezan
- 17. 9. 1948 Jan Kolář
- 1. 10. 1950 Michael Raab
- 12. 8. 1953 František Ondrouch
- 1. 9.  1955 Jan Vincenc Straňák
- 1. 9. 1963   František Kišš
- 1. 6. 1965  Jan Dudys, admin. exc. z Novosedlic
- 15. 11. 2010  Michael-Philipp Irmer
- 1. 10. 2011 Patrik Maturkanič, CFSsS, admin. exc. z Novosedlic[3]

## Území farnosti
Do farnosti náleží území obce:
- Běhánky (Pihanken[4])[p 1]
- Dubí (Eichwald[1][4])[p 1]
- Mstišov (Tischau[4])[p 1]

## Římskokatolické sakrální stavby a místa kultu na území farnosti
| | Fotografie | Stavba                                   | Místo   | Bohoslužby                      | Zeměpisné souřadnice             | Status       | Číslo kulturní památky                       |
| Kostel | Kostel     | Kostel                                   | Kostel  | Kostel                          | Kostel                           | Kostel       | Kostel                                       |
| --- | ---------- | ---------------------------------------- | ------- | ------------------------------- | -------------------------------- | ------------ | -------------------------------------------- |
| 1. |            | Kostel Neposkvrněného početí Panny Marie | Dubí    | bližší informace o bohoslužbách | 50°41′2″ s. š., 13°47′13″ v. d.  | farní kostel | 43071/5-2579 (Pk•MIS•Sez•Obr•WD) (Q20799381) |
| Kaple |            |                                          |         |                                 |                                  |              |                                              |
| 2. |            | Kaple sv. Huberta (Eustacha)             | Mstišov | bližší informace o bohoslužbách | 50°39′54″ s. š., 13°46′52″ v. d. | kaple        | 43441/5-2688 (Pk•MIS•Sez•Obr•WD) (Q28753742) |
| Některé drobné sakrální stavby a pamětihodnosti lze dohledat zde v databázi Drobné sakrální památky Zaniklé sakrální stavby lze dohledat zde v databázi Poškozené a zničené kostely, kaple a synagogy v České republice |            |                                          |         |                                 |                                  |              |                                              |

Ve farnosti se mohou nacházet i další drobné sakrální stavby, místa římskokatolického kultu a pamětihodnosti, které neobsahuje tato tabulka.

## Příslušnost k farnímu obvodu
Z důvodu efektivity duchovní správy byl vytvořen farní obvod (kolatura) farnosti Novosedlice, jehož součástí je i farnost Dubí u Teplic, která je tak spravována excurrendo.